# Stephen B. Levine
Stephen Barrett Levine (1942) is een Amerikaanse psychiater en hoogleraar bekend om zijn werk op het gebied van menselijke seksualiteit, in het bijzonder seksuele disfunctie en transseksualiteit.

## Opleiding en carrière
Levine behaalde zijn M.D. aan de Case Western Reserve University School of Medicine in 1967 en is daar hoogleraar klinische psychiatrie. Hij begon zijn klinische praktijk halverwege de jaren zeventig aan de University Hospitals Cleveland Medical Center op de kliniek voor seksuele disfunctie. In 1993 scheidde de kliniek zich af van het universitaire ziekenhuis en heet momenteel The Center for Marital and Sexual Health in Beachwood, Ohio.
Zijn vroege werk concentreerde zich op voortijdige ejaculatie en erectiestoornissen en hij heeft geschreven over een aantal behandelingsopties, waaronder vacuümpompen, injecties in het corpus cavernosum van de penis, en Viagra. De krachtigste afrodisiaca zijn volgens Levine psychologische intimiteit en voyeurisme: "looking at pictures or movies of people engaged in genital or romantic interplay."
Levine publiceerde over zedendelinquenten, inclusief professionals die overtredingen begaan. Hij noemt Kurt Freund als een belangrijke invloed, omdat Freund de subtypen van kindermisbruikers wilde definiëren als hulpmiddel bij het bedenken preventiemiddelen. Levine publiceerde over overspel en ontrouw en gelooft dat pejoratieve taalgebruik als 'cheating' en 'ontrouw' de aanpak van het probleem in de praktijk verhinderen.
Hij was co-redacteur van R. Taylor Segraves over het publicatiegedeelte over seksuele en genderidentiteitsstoornissen in Treatments of Psychiatric Disorders van Glen Gabbard. Opvallende bijdragen in deze publicatie waren onder meer van Martin Kafka over (parafilies) en van Kenneth Zucker over (genderidentiteitsstoornis bij kinderen en adolescenten.
Hoewel veel van zijn werk voor andere artsen is geschreven, heeft Levine boeken geschreven voor een lekenpubliek, waaronder Solving Common Sexual Problems (1997) en Sexuality in Mid-Life (2004).
Hij staat bekend om zijn werk op het gebied van de klinische behandeling van genderidentiteitsstoornis. Levine was voorzitter van de vijfde editie van de Harry Benjamin International Gender Dysphoria Association Standards of Care in 1998.  Levine was tevens lid van de American Psychiatric Association DSM-IV Subcommissie Genderidentiteitsstoornissen.

### Werk aan transseksualiteit
Levine is een van de meer uitgesproken sceptische wetenschappers aangaande de juistheid van het Dutch Protocol en het daaraan gelinkte Gender Affirmative Model of Treatment-model (GAMT) en in het bijzonder bij gendertransitie van kinderen, adolescenten en jonge volwassenen. Levine had tevens kritiek op een onderzoek van een psychiater Jack Turban die concludeerde dat genderdysforie bij kinderen niet werd veroorzaakt door sociale besmetting. Levine stelde vast dat de studie van Turban slechts twee jaar bestrijkt en enquêtegegevens gebruikt in plaats van verwijzingsgegevens naar de kliniek. Bovendien beweerde Levine dat Turban belangenconflicten had en beschuldigde hij hem ervan "eerder een pleitbezorger dan een wetenschapper" te zijn. 
Levine is betrokken bij veel rechtszaken met betrekking tot transgenderrechten, zowel in de Verenigde Staten als erbuiten. Levine pleit er stellig voor om de sociale transitie voor transgenderjongeren niet toe te staan, en beschrijft dat dit deze jonge mensen op een 'lopende band' zet richting de medische transitie.
Hij pleitte opnieuw tegen de toegang tot genderbevestigende medische zorg, met name door te getuigen in de zaak Bell v Tavistock die liep in het Verenigd Koninkrijk. Hij heeft bovendien getuigd vóór het ongedaan maken van het verbod op conversietherapie in de staat Washington.
Een artikel uit 2021 in Wired Magazine beschreef Levine's rol in het Amerikaanse gevangenissysteem, waarbij hij regelmatig werd ingeschakeld om te getuigen tegen het toestaan van medische of sociale transitie van transgevangenen die toegang willen tot een gevangenis voor de andere sekse.
In Januari 2023 publiceerde hij The Myth of "Reliable Research" in Pediatric Gender Medicine: A critical evaluation of the Dutch Studies-and research that has followed. Dit is een kritische analyse over het Dutch Protocol. Levine geeft een uitgebreide opsomming waarom het Protocol geen degelijke wetenschappelijke basis heeft en waarschuwt voor de mogelijke negatieve gevolgen bij kwetsbare jongeren.